# 特里约
特里约（法語：Trieux，法語發音：[tʁijø]）是法国默尔特-摩泽尔省的一个市镇，位于该省北部，属于布里埃区。

## 地理
特里约（49°19'28"N, 5°56'11"E）面积8.62 平方千米，位于法国大東部大區默尔特-摩泽尔省，该省份为法国东北部内陆省份，是洛林的一部分，北邻比利时、卢森堡，北起顺时针与摩泽尔省、下莱茵省、孚日省和默兹省接壤。
与特里约接壤的市镇（或旧市镇、城区）包括：洛姆朗日、阿夫里勒、桑西、蒂克尼约。

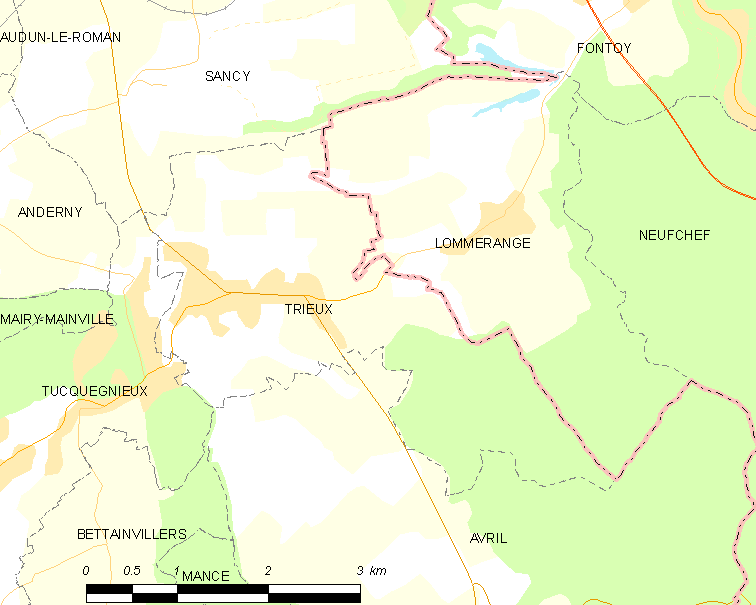
特里约的OSM定位图

特里约的时区为UTC+01:00、UTC+02:00（夏令时）。

## 行政
特里约的邮政编码为54750，INSEE市镇编码为54533。

## 政治
特里约所属的省级选区为布里埃地区县。

## 人口

1962-2008年间特里约人口变化图示

特里约于2022年1月1日时的人口数量为2682人。